# Cinque Nazioni 1954
Il Cinque Nazioni 1954 (in inglese 1954 Five Nations Championship; in francese Tournoi des Cinq Nations 1954; in gallese Pencampwriaeth y Pum Gwlad 1954) fu la 25ª edizione del torneo annuale di rugby a 15 tra le squadre nazionali di Francia, Galles, Inghilterra, Irlanda e Scozia, nonché la 60ª in assoluto considerando anche le edizioni dell'Home Nations Championship.
Per la prima volta nel dopoguerra il trofeo fu condiviso fra tre squadre in testa a pari merito: Francia, che nell'ultima giornata batté l'Inghilterra impedendole lo Slam, la stessa Inghilterra e il Galles, che nell'ultima partita condannò la Scozia al terzo whitewash consecutivo.
Per i francesi si trattò del primo titolo di sempre del torneo, mentre invece inglesi e gallesi erano rispettivamente alla loro ventiduesima e diciottesima vittoria finale.
Nonostante il mancato Slam, l'Inghilterra conquistò, nella stessa partita, Calcutta Cup e Triple Crown battendo la Scozia al penultimo turno.
Fu l'undicesima volta che il titolo veniva condiviso tra due o più squadre.
Il valore delle marcature, come stabilito dall’IRFB nel 1948, era: 3 punti per ciascuna meta (5 se trasformata), 3 punti per la realizzazione di ciascun calcio piazzato, mark o drop.

## Nazionali partecipanti e sedi
| Squadra     | Città           | Impianto interno         |
| ----------- | --------------- | ------------------------ |
| Francia     | Colombes        | Stadio Yves du Manoir    |
| Galles      | Cardiff Swansea | Arms Park St. Helen's    |
| Inghilterra | Londra          | Twickenham               |
| Irlanda     | Belfast Dublino | Ravenhill Lansdowne Road |
| Scozia      | Edimburgo       | Murrayfield              |

## Risultati
| Arbitro: | Ivor David |

|  |    |               |
|  | mt | 52’ Bréjasson |

| Arbitro: | Micheal Dowling |

|                   |      |          |
| Winn Woodward (2) | mt   | Rowlands |
|                   | c.p. | Rowlands |

| Arbitro: | Sandy Dickie |

|             |    |         |
| M. Prat (2) | mt |         |
|             | tr | J. Prat |

| Arbitro: | Sandy Dickie |

|                          |      |                 |
| Butterfield Regan Wilson | mt   |                 |
| King                     | tr   |                 |
| King                     | c.p. | Murphy-O'Connor |

| Arbitro: | Vernon Parfitt |

|             |    |  |
| Mortell (2) | mt |  |

| Arbitro: | A.W.C. Austin |

|                 |      |              |
| Gaston          | mt   |              |
| Henderson Kelly | c.p. | V. Evans (3) |
|                 | drop | D. Thomas    |

| Arbitro: | Ossie Glasgow |

|       |    |                  |
| Elgie | mt | Wilson (2) Young |
|       | tr | Gibbs (2)        |

| Arbitro: | Sandy Dickie |

|                       |      |                |
| Griffiths B. Williams | mt   | Baulon Martine |
| Evans (2)             | tr   | J. Prat (2)    |
| Evans (3)             | c.p. | J. Prat        |

| Arbitro: | Ivor Davis |

|                     |           |        |
| A. Boniface M. Prat | Marcatori |        |
|                     | mt        | Wilson |
| J. Prat             | tr        |        |
| J. Prat             | drop      |        |

| Arbitro: | Peter Cooper |

|                                                     |    |           |
| B. Meredith Morgan Ray H. Williams Rhys H. Williams | mt | Henderson |

## Classifica
| Pos | Squadra     | G | V | N | P | PF | PS | DP  | Pt |
| --- | ----------- | - | - | - | - | -- | -- | --- | -- |
| 1   | Galles      | 4 | 3 | 0 | 1 | 59 | 34 | +25 | 6  |
| 2   | Inghilterra | 4 | 3 | 0 | 1 | 32 | 23 | +9  | 6  |
| 3   | Francia     | 4 | 3 | 0 | 1 | 35 | 22 | +13 | 6  |
| 4   | Irlanda     | 4 | 1 | 0 | 3 | 18 | 34 | −16 | 2  |
| 5   | Scozia      | 4 | 0 | 0 | 4 | 6  | 37 | −31 | 0  |